# Ipomoea alba

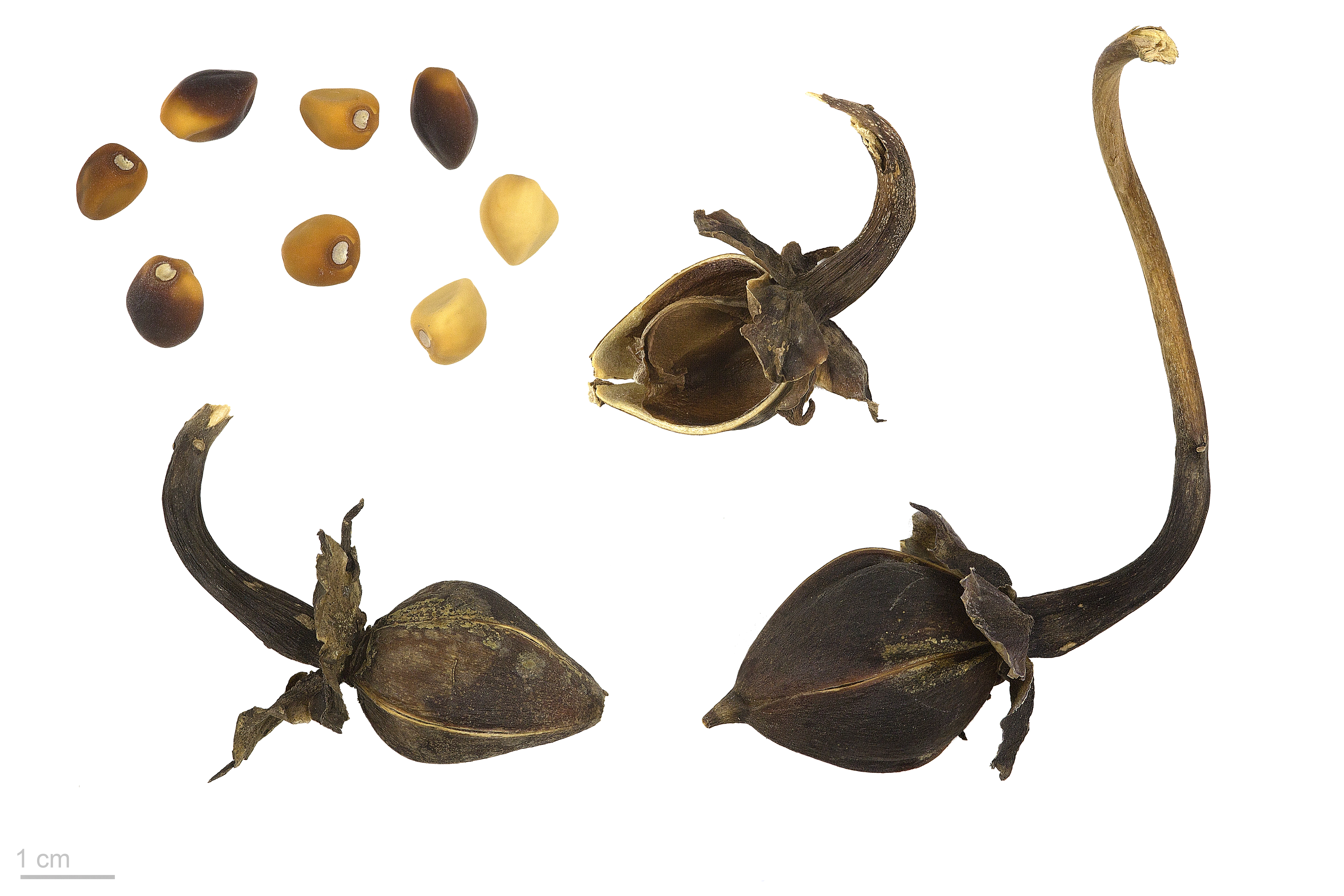
Ipomoea alba

Ipomoea alba ist eine Pflanzenart aus der Gattung der Prunkwinden (Ipomoea). Sie ist pantropisch verbreitet.

## Beschreibung
Ipomea alba ist eine krautige, Milchsaft enthaltende Kletterpflanze, die unbehaart oder oftmals am Stängel weichborstig behaart ist. Die Blattstiele werden bis zu 20 cm lang, die dünne Blattspreiten sind eiförmig oder abgerundet-eiförmig bis eiförmig-langgestreckt oder rund. Die meist unbehaarte Blattspreite wird 5 bis 18 cm lang und 8 bis 16 cm breit. Sie endet plötzlich in einer kurz-spitzzulaufenden Spitze, die Basis ist tief herzförmig. Der Rand ist ganzrandig oder drei- bis fünflappig.
Die Blüten stehen in ein- bis vielblütigen Blütenständen, die meist kürzer als die Blätter sind. Die Blütenstiele sind 7 bis 15 mm lang, an der Frucht werden sie dicker und winkelig. Die Kelchblätter sind grün und fleischig, etwa 1 cm lang. Die äußeren zwei oder drei Kelchblätter sind lanzettlich oder eiförmig geformt, 10 bis 20 mm lang und bilden an der Spitze einen Anhang. Die zwei inneren Kelchblätter sind gerundet und stachelspitzig. Die Krone ist weiß gefärbt mit grünen Streifen und stieltellerförmig. Die Kronröhre ist 8 bis 15 cm lang, der Kronsaum 8 bis 15 cm breit. Die Staubblätter und der Stempel stehen leicht über die Krone hinaus.
Die Früchte sind konisch geformte, geschnabelte Kapseln mit einer Länge von 2 bis 3 cm und einem Durchmesser von 1 bis 2 cm. Sie enthalten schwarze Samen, die unbehaart oder beinahe unbehaart und 1 cm lang sind.
Die Chromosomenzahl beträgt 2n = 30.

## Vorkommen
Die Art hat eine pantropische Verbreitung. Ursprünglich kommt sie im tropischen und subtropischen Amerika vor. Sie wächst an Straßenrändern, in Dickichten und Flussufern in niedrigen und mittleren Höhenlagen. Sie wird ebenfalls als stark duftende Dekorationspflanze in Mitteleuropa angepflanzt; die als Mondwinde angebotene Pflanze kann im Freiland wegen der Frostempfindlichkeit nur einjährig gedeihen.